# Damien Jurado
Damien Jurado (Seattle, 12 novembre 1972) è un musicista e cantautore statunitense.

## Carriera
La carriera solista di Jurado comincia verso la metà degli anni novanta, quando pubblica alcuni demo per la sua etichetta discografica chiamata Casa Recordings. Viene successivamente ingaggiato dalla Sub Pop Records, che pubblica due 7" (Motorbike e Trampoline) prima dell'album Waters Ave S (1997). Al secondo disco, intitolato Rehearsals for Departure (1999) collabora Ken Stringfellow (The Poises, Big Star) nelle vesti di produttore.
Nel 2000 pubblica Postcards and Audio Letters, oltre a Ghost of David, lavoro molto cupo e personale. Segue I Break Chairs (2002) prodotto da David Bazan (Pedro the Lion). Questo è l'ultimo album per la Sub Pop, dal momento che Jurado passa alla Secretly Canadian. Con quest'etichetta pubblica Where Shall You Take Me? (2003), On My Way to Absence (2005), And Now That I'm in Your Shadow (2006) e Caught in the Trees (2008).
Nel febbraio 2010 pubblica con suo fratello Drake un LP sotto lo pseudonimo Hoquaim.
L'album precede il successivo album da solista, ossia Saint Bartlett (maggio 2010).
Nel febbraio 2012 pubblica il decimo disco, dal titolo Maraqopa. Nel 2013 collabora con Moby per l'album Innocents.
Nel 2013 il suo singolo Everything Trying viene incluso nella colonna sonora de il film La grande bellezza di Paolo Sorrentino.
Il suo brano Beacon Hill viene suonato in Shameless (stagione 5, episodio 3).

## Discografia
- 1997 - Waters Ave S (Sub Pop)
- 1999 - Rehearsals for Departure (Sub Pop)
- 2000 - Ghost of David (Sub Pop)
- 2002 - I Break Chairs (Sub Pop)
- 2003 - Where Shall You Take Me? (Secretly Canadian)
- 2004 - This Fabulous Century (Burnt Toast)
- 2005 - On My Way to Absence (Secretly Canadian)
- 2006 - And Now That I'm in Your Shadow (Secretly Canadian)
- 2008 - Caught in the Trees (Secretly Canadian)
- 2010 - Saint Bartlett (Secretly Canadian)
- 2011 - Live At Landlocked (Secretly Canadian)
- 2012 - Maraqopa (Secretly Canadian)
- 2014 - Brothers and Sisters of the Eternal Son (Secretly Canadian)
- 2016 - Vision of Us on the Land (Secretly Canadian)
- 2018 - The Horizon Just Laughed
- 2019 - In The Shape of a Storm (Loose Music)
- 2020 - What's New, Tomboy?
- 2021 - The Monster Who Hated Pennsylvania
- 2022 - Reggae Film Star (Maraqopa Records)